# 邓文博
邓文博，中华人民共和国政治人物、全国脱贫攻坚先进个人。

## 生平
邓文博任菏泽市经济开发区岳程街道党工委书记。因在脱贫攻坚战中作出突出贡献，2021年2月25日全国脱贫攻坚总结表彰大会上，邓文博被授予“全国脱贫攻坚先进个人”。